# Buttermilk Creek, Renfrew County
Buttermilk Creek är ett vattendrag i Kanada.   Det ligger i provinsen Ontario, i den sydöstra delen av landet, 90 km väster om huvudstaden Ottawa. Buttermilk Creek ligger vid sjön Muskrat Lake.
I omgivningarna runt Buttermilk Creek växer i huvudsak blandskog. Runt Buttermilk Creek är det mycket glesbefolkat, med 5 invånare per kvadratkilometer.